# Осада форта Детройт
Осада форта Детройт (англ. Siege of Fort Detroit) — неудачная попытка воинов индейских племён захватить форт Детройт во время восстания Понтиака. Осада продолжалась почти полгода и завершилась после того, как лидер индейцев Понтиак убедился, что Франция не поддержит восставших.
Хотя в конечном итоге осада форта Детройт и восстание Понтиака в целом оказались неудачными, они привели к реформам в политике Британской империи. Восстание стало одним из катализаторов, ускоривших принятие Королевской декларации 1763 года, которая в конечном итоге приблизила события, приведшие к Американской революции.

## Предыстория
Форт Детройт был захвачен британцами во время Войны с французами и индейцами после падения Монреаля в 1760 году. Большое количество воинов местных племён, включая оттава, оджибве, потаватоми и вайандотов, наблюдали, как 29 ноября 1760 года форт перешёл от французов к британцам. Через три дня была завершена его окончательная сдача. Перед отъездом, бывший французский комендант капитан Франсуа-Мари Пикоте де Белестр, обратился к индейцам, убеждая их, что уход французов является временным.
После того, как Британия взяла под свой контроль бывшие французские территории, коренные жители, окружающие форт, были недовольны количеством товаров, которые им предоставлялись для торговли. Прежде всего, индейцы были расстроены нехваткой рома, пороха, боеприпасов и отсутствием подарков. Тем не менее, несмотря на попытки колониального суперинтенданта по делам индейцев Уильяма Джонсона, который пообещал более низкие торговые цены, кузнеца и доктора, доступных в форте, местные жители по-прежнему не доверяли новому британскому гарнизону.
Стремясь воспользоваться растущей враждебностью к британцам и молчаливой поддержкой местных французских поселенцев, влиятельный вождь оттава по имени Понтиак собрал соседние племена, чтобы сформировать военный альянс. Он был признанным оратором, а также опытным воином, объединяя оба ключевых качества для индейского вождя. В ночь на 27 апреля 1763 года Понтиак провёл совет недалеко от форта Детройт на реке Экорс-Ривер, куда прибыли оттава, оджибве, потаватоми и вайандоты. Он напомнил собравшимся о многочисленных обидах, причинённых им британцами, и поведал историю видения Неолина. Оттава твёрдо поддержали своего вождя, как и потаватоми. Вайандоты, однако, разделились. Одну фракцию возглавлял христианин Теата, который отказался выслушивать посланников Понтиака, другую — вождь Такай, полностью согласившийся с призывом лидера оттава. Позднее группа Театы всё-таки примкнула к восставшим.

## Первая попытка
План Понтиака состоял в посещении форта с сорока воинами, чтобы провести его рекогносцировку и оценить численность гарнизона. Получив эти сведения, он смог бы более детально разработать дальнейшие действия. 1 мая 1763 года Понтиак развлекал британских офицеров церемониальным танцем, в то время как 10 его сторонников блуждали по форту, разведуя его планировку и нахождение британских торговцев и гарнизона.
Эта вылазка убедила вождя оттава провести новый военный совет, чтобы уточнить план и убедиться в полноте поддержки его союзниками. В своей речи Понтиак перечислил злодеяния британцев, среди которых были высокие цены на товары, отсутствие кредитов и неуважение индейских обычаев со стороны Генри Гладуина, командующего фортом Детройт. Все присутствующие вожди поддержали его, включая Теату, лидера вайандотов-христиан.
К несчастью для Понтиака, его план стал известен Гладуину — один недовольный оттава рассказал командующему фортом, что должно произойти. Гладуин немедленно распорядился удвоить караулы и поднял весь гарнизон в ружьё. Шлюп «Мичиган» и шхуна «Гурон» расположились так, что их орудия прикрывали фронт и фланги форта. 7 мая Понтиак вошёл в форт со своими сторонниками, спрятавшими оружие под одеялами и полными решимости захватить британцев врасплох. План состоял в том, чтобы Понтиак выступил с речью перед майором Гладуином, держа в руках пояс вампума. Как только вождь подаст сигнал, 60 оттава в форте атакуют британские войска, в то время как вайандоты и потаватоми займут позиции снаружи, чтобы перехватить любого пытающегося бежать или прийти на помощь гарнизону.
Оказавшись в форте, Понтиак заметил, что весь гарнизон при оружии, а большой отряд на плацу готов к бою под командованием капитана Хопкинса. Он также увидел, что все торговые лавки закрыты. Не желая атаковать подготовленных солдат, он и его последователи около двух часов дня покинули форт и ушли в свой лагерь.

## Начало боевых действий
Ни Понтиак, ни Гладуин не знали, что боевые действия между британцами и индейцами уже начались 6 мая 1763 года. Оджибве с реки Сент-Клэр атаковали отряд лейтенанта Чарльза Робертсона, исследовавшего ведущий в озеро Гурон пролив. Местные индейцы узнали о надвигающейся войне от посланцев Понтиака, направлявшихся к заливу Сагино и в Мишилимакино.
Отряд Робертсона покинул форт Детройт 2 мая, но утром 6 мая некие франкоканадцы предупредили его о засаде индейцев дальше по руслу реки. Командир отряда пренебрёг предупреждением. Когда течение принесло британцев к густо заросшему участку речного берега, оджибве из укрытия открыли огонь. Чарльз Робертсон, и сопровождавший военных баронет Роберт Дейверс, были убиты, также как и ещё двое из солдат. Ещё пятеро попали в плен.

## Осада

### Начало осады
9 мая 1763 года Понтиак подошёл к форту Детройт с авангардом из 50 последователей, но обнаружил, что ворота заперты. Было позволено зайти только вождям, остальные должны были ожидать около стен форта. Поняв, что его замысел провален, Понтиак ответил, что британцы «могут оставаться в нашем форте, а индейцы оставят себе страну».
В начале осады Понтиак перенёс свой лагерь на 2 мили к северу от форта Детройт к Парентс-Крик. Он хотел изолировать британцев, и с помощью французских поселенцев заставить их покинуть эту позицию. Индейцы открыли огонь по гарнизону, укрывшись за соседними сараями и домами. Вскоре после начала осады Понтиак встретился с двумя британскими офицерами, Дональдом Кэмпбеллом и Джорджем Макдугаллом, чтобы узнать о возможном заключении мира в доме француза Антуана Кюйерье, который приходился родственником бывшему командиру форта де Белестру. Изложив свои требования, Понтиак заявил, что задерживает обоих офицеров в ожидании удовлетворительного исхода переговоров. Он полагал, что комендант форта примет его условия, чтобы вызволить своих людей.
Понтиак предложил британцам отплыть на судах с огнестрельным оружием, но оставить в форте все товары и артиллерию. Гладуин отказался вести переговоры — он желал видеть своих офицеров в безопасности, в своём форте. Поскольку мирные переговоры ни к чему не привели, индейцы возобновили штурм, но их оружие было неэффективно против укреплений форта. К вечеру огонь постепенно прекратился и нападавшие отошли в свой лагерь, что позволило британцам выйти из крепости и уничтожить любое потенциальное укрытие для индейцев, окруживших форт. Кроме того, было установлено два орудия, чтобы использовать преимущества расширившегося сектора обстрела. После этих действий британцев индейцы стали держаться на почтительном расстоянии и плотность столкновений, как и потери обороняющейся стороны, значительно снизились.

### Нападения на шхуну
25 мая Понтиак с шестью каноэ решил напасть на шхуну, которая стояла у входа в реку Детройт, но британская команда, воспользовавшись пушкой и вертлюжными орудиями, отогнала индейцев, не дав им приблизиться. Нападение на парусник не прошло бесследно, так как воины Понтиака обнаружили роту рейнджеров Королевы, конвой снабжения под командованием лейтенанта Эйбрахама Кайлера, которая остановилась в Пойнт-Пили по пути в форт Детройт. Вайандоты и потаватоми атаковали рейнджеров — в завязавшемся бою 60 солдат были убиты или захвачены в плен.
23 июня 1763 года индейцы предприняли новое нападение на шхуну «Гурон». Узнав, что британское судно находится в сравнительно узких пределах реки Детройт, Понтиак приказал провести немедленную атаку. Одна группа воинов укрылась на ближайшем острове за самодельной баррикадой из деревьев, а вторая, находилась в берестяных каноэ вне пределов видимости. Шхуна держалась вдалеке от острова и осуществлять её захват пришлось второй группе. Понтиак не знал, что на судне находились остатки подразделения Кайлера, около 50 человек, намеренно прятавшиеся до начала атаки. Эти дополнительные силы и корабельная пушка оказались слишком грозными для индейцев в их каноэ — бой был недолгим и обернулся потерей 14 воинов Понтиака.

### Бой 4 июля и казнь Кэмпбелла
4 июля 1763 года Гладуин отправил лейтенанта Джихью Хэя с отделением солдат заровнять траншею, которую начали сооружать индейцы при содействии некоторых французов. Вылазка британцев привела к бою, в ходе которого был убит и оскальпирован племянник Вассона, влиятельного вождя оджибве залива Сагино. Между Понтиаком и его союзниками из Сагино возникли разногласия — смерть известного воина требовала отмщения. Оджибве схватили пленника Понтиака, Дональда Кэмпбелла, и привели его к расположенному недалеко мосту. Тут его раздели и привязали к столбу, затем отрезали губы и пронзили тело стрелами. После ему вырезали сердце, ещё бьющееся, чтобы съевшие его впитали храбрость жертвы. Тело британского офицера оджибве бросили в реку. Второму пленнику, лейтенанту Джорджу Макдугаллу, удалось бежать и он благополучно вернулся в форт Детройт.

## Сражение при Блади-Ран
29 июля 1763 года отряд из 260 британских солдат под командованием капитана Джеймса Дэлиелла, включая группу Королевских рейнджеров во главе с Робертом Роджерсом, прибыл на подмогу в форт Детройт. По прошествии менее двух суток с момента своего прибытия, Дэлиелл предложил атаковать лагерь Понтиака с помощью ночного марш-броска. Гладуин выступил против этого плана, так как местность между фортом и индейским лагерем была мало изучена. Дэлиелл заявил, что комендант может действовать как пожелает, но он не видит затруднений в выполнении своего плана и готов нанести удар по врагу. В конце концов комендант форта был вынужден уступить вопреки собственному суждению. Было решено, что капитан примет командование над 250 солдатами и будет сопровождаться двумя французами, Жаком Беби и Сен-Мартеном, доказавшим свою преданность. Роберт Роджерс также присоединился к экспедиции.
Отряд выступил ранним утром 31 июля 1763 года. Совершив полуторамильный марш, солдаты развернулись повзводно, по 30 человек. Когда войско Дэлиелла попыталось пересечь ручей, индейцы открыли огонь, ранив командира и убив несколько человек. Несмотря на потери, британцы продолжили натиск, но темнота мешала вести им бой. Через некоторое время индейцы стали окружать солдат. Британцы вели бой ещё около часа, после чего, капитан Дэлиелл приказал отступать. Вскоре он был убит, а его приемник, капитан Грей ранен, и командование перешло к капитану Гранту. В конечном итоге солдаты смогли прорваться и на рассвете следующего дня вернулись в форт Детройт.
Вылазка Дэлиелла обошлась британцам в 18 убитых и 38 раненых. Большинство потерь пришлось на 55-й полк, наступавший по мосту через ручей Блади-Брук. Потери индейцев составили 7 убитых и около дюжины раненых. Среди оставленных убитых было и тело капитана Дэлиелла, пытавшегося перегруппировать свои силы. Оджибве, в знак признания его храбрости, съели его сердце.

## Снятие осады
Форт продержался всё лето и осень без особых военных действий с обеих сторон, поскольку обе стороны стремились избежать потерь. Понтиак продолжал опасаться лобового штурма, в то время как Гладуин обладал небольшими силами, чтобы контратаковать. В августе произошло единственное столкновение, когда индейцы атаковали три дня подряд, понеся незначительные потери, Гладуин потерял шестерых ранеными.
Положение британцев оставалось небезопасным, у них по-прежнему было мало провианта, что ещё раз подчёркивало важность шхуны и шлюпа. Сознавал это и Понтиак, поэтому в начале сентября решился на очередную атаку на шхуну. В темноте воины смогли подобраться к судну. Команда шхуны, не имея возможности быстро перезаряжать мушкеты, отбивалась острогами. В схватке погиб капитан и один член экипажа, ещё четверо получили ранения. Индейцы почти захватили шхуну, когда один воин перерезал якорный трос. Судно развернулось, рассеяв каноэ нападавших, одновременно подставив их под пушечный огонь. Бой длился целый час, потери Понтиака составили 18 убитых и 20 раненых. Если бы нападение индейцев возымело успех, гарнизон форта оказался бы в отчаянном положении.
31 октября 1763 года, окончательно убедившись, что французские власти в Иллинойсе не придут к нему на помощь, Понтиак снял осаду и с тремя сотнями последователей отправился на юг к реке Моми, где продолжил свои усилия по консолидации индейских племён против британцев. После его ухода Гладуин арестовал нескольких французов, которые были повинны в пособничестве индейцам.
Неудачная попытка Понтиака взять форт Детройт не означала конца его стремления к свободе и сплочению индейских племён. На следующий год он успешно организовал новую коалицию, к которой присоединились племена Огайо, Уобаша, Иллинойса и запада Великих озёр. Даже в июле 1765 года Понтиак всё ещё располагал существенными силами, готовыми защищать свободу коренных американцев.

### Статьи
- Ashbacker, Rick. Indian War WOCOKA: Pontiac's Siege at Fort Detroit (англ.) // Military Collector & Historian. — Rutland, Massachusetts: Company of Military Historians, 2020. — Vol. 72, iss. 4. — P. 365—379. — ISSN 0026-3966.